# أريد أن أعيش (فلم)
أريد أن أعيش (بالإنجليزية: I Want to Live!) هو فيلم نوار أُصدر في الولايات المتحدة وصدر في سنة 1959. الفيلم من إخراج روبرت وايز.

## طاقم التمثيل
- سوزان هيوارد

### ترشيحات وجوائز
| السنة | الحدث | الفئة             | النتيجة |
| ----- | ----- | ----------------- | ------- |
|       |       | أوسكار أفضل ممثلة | فوز     |

## الميزانية والإيرادات
بلغت تكلفة إنتاج الفيلم حوالي 1,383,578 دولار بينما حقق أرباحا تقدر بـ 5,641,711 دولار.

## وصلات خارجية
- مقالات تستعمل روابط فنية بلا صلة مع ويكي بيانات

1. ↑  books.google.com نسخة محفوظة 24 يونيو 2016 على موقع واي باك مشين.
2. ↑  Gilmore، John (2005). L.A. DESPAIR: A Landscape of Crimes and Bad Times. Los Angeles: Amok books. ص. 288–91. ISBN:1-878923-16-1.
3. ↑  Bernstein، Matthew (2000). Walter Wagner: Hollywood Independent. Minnesota Press. ص. 446.